# 吉田萌
吉田 萌（日语：／ Yoshida Megumi，1995年7月2日—），日本女子花样游泳运动员，2022年世界游泳锦标赛自由组合和团体技术自选银牌得主、团体自由自选铜牌得主、2023年世界游泳锦标赛团体技巧自选铜牌得主。